# Ted Beddoes
Edward James Beddoes, dit Ted Beddoes, né en 1932 et mort à Hastings le 21 mars 2010,, est un homme politique puis diplomate fidjien.

## Biographie
Originaire de Nausori, il est scolarisé à la grammar school de Suva puis travaille « dans le secteur manufacturier ». Candidat pour le parti de l'Alliance aux élections législatives fidjiennes de 1972, les premières depuis l'indépendance du pays en 1970, il est élu à la Chambre des représentants. Il est alors l'un des membres prééminents (avec Charles Stinson, Doug Brown et Bill Clarke, notamment) de l'Association des Électeurs généraux, association de personnalités politiques euro-fidjiennes et d'autres petites minorités ethniques au sein du parti de l'Alliance.
En 1977 il est nommé ministre de la Santé dans le gouvernement du Premier ministre Ratu Sir Kamisese Mara. En 1981 il est transféré à la fonction de ministre du Tourisme et des Transports, poste qu'il conserve à l'issue des élections de 1982. En 1989 il est nommé haut-commissaire (ambassadeur) des Fidji en Nouvelle-Zélande.
Décrit comme « réservé et modeste » et de nature « douce », il est également compositeur amateur de chansons, dont certaines sont reprises par le chanteur Jese Mucunabitu,. Il est l'un des fondateurs d'une association caritative pour les enfants handicapés des Fidji, et est fait membre de l'ordre de l'Empire britannique en 1980 « pour services rendus à la communauté ». Il prend sa retraite dans la région néo-zélandaise de Hawke's Bay et y meurt à l'âge de 78 ans. Ses cendres sont inhumées à Suva.